# Alethea McGrath
Alethea McGrath (Melbourne, 1º giugno 1920 – Melbourne, 9 febbraio 2016) è stata un'attrice australiana. 
È nota principalmente per aver interpretato il ruolo di Jocasta Nu in Star Wars: Episodio II - L'attacco dei cloni e quello di Dot Farrar in Prisoner.

## Biografia
Ha studiato alla Guildhall School of Music and Drama di Londra. È deceduta nel febbraio 2016, all'età di 95 anni.

## Filmografia

### Film
- Matthew and Son, regia di Gary Conway - film TV (1984)
- The Dunera Boys, regia di Ben Lewin - film TV (1985)
- Emerging, regia di Kathy Mueller - film TV (1985)
- Il piacere della morte, regia di Barry Peak (1988)
- Un piccolo grande eroe, regia di Ann Turner (1993)
- That Eye, the Sky, regia di John Ruane (1994)
- Dallas Doll, regia di Ann Turner (1994)
- Epsilon, regia di Rolf de Heer (1997)
- Dead Letter Office, regia di John Ruane (1998)
- Dogwoman: Dead Dog Walking, regia di Rowan Woods - film TV (2000)
- Facoltà di medicina - organi cercasi, regia di Dean Murphy (2000)
- Star Wars: Episodio II - L'attacco dei cloni, regia di George Lucas (2002)
- Inspector Gadget 2, regia di Alex Zamm (2003)
- Take Away, regia di Marc Gracie (2003)
- Dreams for Life, regia di Anna Kannava (2004)
- Le verità negate, regia di Ann Turner (2006)
- Desolation Angels, regia di Kurt Breitenmoser - cortometraggio (2006)
- Curtin, regia di Jessica Hobbs - film TV (2007)
- Meno male che c'è papà - My Father, regia di Richard Roxburgh (2007)
- The Money Shot, regia di Anna Brownfield e Lance Petrie (2007)
- Segnali dal futuro, regia di Alex Proyas (2009)

### Serie televisive
- Prisoner - serie TV, 25 episodi (1984)
- This Man... This Woman, regia di Paul Moloney - miniserie TV (1989)
- Law of the Land - serie TV, 2 episodi (1994)
- Newlyweds - serie TV, 1 episodio (1994)
- Neighbours - serie TV, 20 episodi (1985-1998)
- The Lost World - serie TV, 1 episodio (2001)
- Something in the Air - serie TV, 11 episodi (2000-2002)
- Fergus McPhail - serie TV, 1 episodio (2004)
- Scooter - Agente segreto - serie TV, 1 episodio (2005)
- Blue Heelers - Poliziotti con il cuore - serie TV, 6 episodi (1994-2006)
- Incubi e deliri - miniserie TV (2006)
- City Homicide - serie TV, 1 episodio (2008)

## Doppiatrici italiane
Nelle versioni in italiano dei suoi film, Alethea McGrath è stata doppiata da:
- Cristina Grado in Star Wars: Episodio II - L'attacco dei cloni
- Rosalba Bongiovanni in Meno male che c'è papà - My Father